# Jordi Roura i Solà
Jordi Roura i Solà (Llagostera, 10 de setembre de 1967) és un exfutbolista català, que ocupava la posició de migcampista o davanter, i va fer d'entrenador del FC Barcelona el 2013.

## Carrera esportiva

### Com a futbolista
Després del pas per les categories alevins i infantils de la Unió Esportiva Llagostera, Jordi Roura va continuar la seva formació a les categories inferiors del FC Barcelona, milita al filial abans de debutar amb el primer equip a la campanya 88/89, en la qual disputa vuit partits a primera divisió. L'any següent en suma dos més amb els blaugrana. El 1989, una greu lesió a la tornada de la Supercopa d'Europa contra l'AC Milan, va posar fi a la seva carrera al primer equip. Sense continuïtat al FC Barcelona, marxa al Reial Múrcia CF, equip amb el qual disputa la Segona Divisió 91/92. L'any següent fitxa per la UE Figueres, també a la categoria d'argent. El 1994 fitxà per la UE Sant Andreu.

### Com a entrenador
Va començar com a assistent tècnic de Carles Rexach al Yokohama Flugels del Japó, però va ser un curt període entre 1998 i 1999 perquè Rexach va abandonar el club japonès a la fi de la temporada. Després va treballar en la secretaria tècnica del Terrassa Futbol Club fins al juny de 2007, quan va passar a entrenar el Centre d'Esports l'Hospitalet. Els resultats no van acompanyar i va ser cessat a la fi d'aquell mateix any.
Gran coneixedor del club barcelonista, va acompanyar en el cos tècnic el seu antic company Pep Guardiola, amb qui havia jugat al primer equip (dirigits per Johan Cruyff). Guardiola el va portar des del FC Barcelona B, on era assistent de Luis Enrique (que se n'havia anat a l'AS Roma), per fer les anàlisis de partits i informes dels rivals.
El 15 de juny de 2012, després de la promoció de Tito Vilanova a primer entrenador del Futbol Club Barcelona, Roura va esdevenir el segon entrenador del conjunt barcelonista.
Va dirigir l'equip durant dos partits després d'una expulsió del primer entrenador davant el CA Osasuna. També va ser el triat per fer-se càrrec del primer equip des del 19 de desembre de 2012, dia en què Tito Vilanova va haver de preparar-se per a una intervenció quirúrgica a causa d'un càncer; fins al 2 d'abril de 2013, quan va tornar Vilanova per dirigir novament els futbolistes. Durant aquest període, el conjunt català va caure a semifinals de la Copa del Rei, va mantenir amb solvència el lideratge a la Lliga espanyola i va avançar als quarts de final de la Lliga de Campions.
El 19 de juliol de 2013 va esdevenir el màxim responsable del primer equip, després de la dimissió forçada i inesperada de Tito Vilanova, càrrec que va ocupar fins al 26 de juliol, data en la qual va ser presentat el substitut de Vilanova; Gerardo 'Tata' Martino. Durant aquest breu període, va dirigir l'equip en un amistós que el va enfrontar al FC Bayern de Múnic de Pep Guardiola, en què va caure per un resultat de 2-0. Després de la presentació oficial del 'Tata', encara va dirigir el Barça en dos partits amistosos més; enfront del Valerenga (0-7) i Lechia Gdansk (2-2).
El 19 de maig de 2014 el FC Barcelona va anunciar el seu nomenament com a director del futbol formatiu blaugrana, càrrec en el qual va substituir Guillermo Amor.